# Луистон Вудвил (Северна Каролина)
Луистон Вудвил (енгл. Lewiston Woodville) град је у америчкој савезној држави Северна Каролина.

## Демографија
По попису из 2010. године број становника је 549, што је 64 (-10,4%) становника мање него 2000. године.
| Група             | 2000.       | 2010.       |
| Белци             | 196 (32,0%) | 77 (14,0%)  |
| Афроамериканци    | 409 (66,7%) | 448 (81,6%) |
| Азијати           | 1 (0,2%)    | 7 (1,3%)    |
| Хиспаноамериканци | 7 (1,1%)    | 11 (2,0%)   |
| Укупно            | 613         | 549         |